# Terebella littoralis
Terebella littoralis är en ringmaskart. Terebella littoralis ingår i släktet Terebella och familjen Terebellidae. Inga underarter finns listade i Catalogue of Life.